# Episodi di Hélène e i suoi amici (terza stagione)
La terza stagione della serie televisiva Hélène e i suoi amici è stata trasmessa in anteprima in Francia da TF1 tra il 20 maggio 1993 e il 10 settembre 1993.
| nº | Titolo originale           | Titolo italiano | Prima TV Francia  | Prima TV Italia |
| -- | -------------------------- | --------------- | ----------------- | --------------- |
| 1  | Coup de théâtre            |                 | 20 maggio 1993    |                 |
| 2  | Une anglaise à caser       |                 | 21 maggio 1993    |                 |
| 3  | La tentation (1ère partie) |                 | 24 maggio 1993    |                 |
| 4  | La tentation (2ème partie) |                 | 25 maggio 1993    |                 |
| 5  | La tentation (3ème partie) |                 | 27 maggio 1993    |                 |
| 6  | Une fois de trop           |                 | 28 maggio 1993    |                 |
| 7  | Une de perdue              |                 | 31 maggio 1993    |                 |
| 8  | Seul                       |                 | 1º giugno 1993    |                 |
| 9  | La folie                   |                 | 2 giugno 1993     |                 |
| 10 | Le jour le plus noir       |                 | 3 giugno 1993     |                 |
| 11 | La révélation              |                 | 4 giugno 1993     |                 |
| 12 | Une amie stupéfiante       |                 | 7 giugno 1993     |                 |
| 13 | Retour au port             |                 | 8 giugno 1993     |                 |
| 14 | Amour nouveau              |                 | 9 giugno 1993     |                 |
| 15 | Un poème                   |                 | 10 giugno 1993    |                 |
| 16 | Chanson magique            |                 | 11 giugno 1993    |                 |
| 17 | Le vol                     |                 | 14 giugno 1993    |                 |
| 18 | Le mystère d'Agnès         |                 | 15 giugno 1993    |                 |
| 19 | Le bonheur                 |                 | 16 giugno 1993    |                 |
| 20 | Cricri d'amour             |                 | 17 giugno 1993    |                 |
| 21 | Retour de flamme           |                 | 18 giugno 1993    |                 |
| 22 | Les feux aux poudres       |                 | 21 giugno 1993    |                 |
| 23 | L'amour toujours           |                 | 22 giugno 1993    |                 |
| 24 | Le cheval de Troyes        |                 | 23 giugno 1993    |                 |
| 25 | Le doute                   |                 | 24 giugno 1993    |                 |
| 26 | Le contrat                 |                 | 25 giugno 1993    |                 |
| 27 | Dance music                |                 | 28 giugno 1993    |                 |
| 28 | Le gâchis                  |                 | 29 giugno 1993    |                 |
| 29 | Pris au piège              |                 | 30 giugno 1993    |                 |
| 30 | Un problème sans solution  |                 | 1º luglio 1993    |                 |
| 31 | La quadrature du cercle    |                 | 2 luglio 1993     |                 |
| 32 | La trahison                |                 | 5 luglio 1993     |                 |
| 33 | La belle vie               |                 | 6 luglio 1993     |                 |
| 34 | De nouveaux amis           |                 | 7 luglio 1993     |                 |
| 35 | Rencontres                 |                 | 8 luglio 1993     |                 |
| 36 | Clandestins                |                 | 9 luglio 1993     |                 |
| 37 | Remords                    |                 | 12 luglio 1993    |                 |
| 38 | Drame                      |                 | 13 luglio 1993    |                 |
| 39 | Regrets                    |                 | 14 luglio 1993    |                 |
| 40 | Tendresse                  |                 | 15 luglio 1993    |                 |
| 41 | Réparation                 |                 | 16 luglio 1993    |                 |
| 42 | Récidive                   |                 | 19 luglio 1993    |                 |
| 43 | La ruse                    |                 | 20 luglio 1993    |                 |
| 44 | Introuvable                |                 | 21 luglio 1993    |                 |
| 45 | Une place encore chaude    |                 | 22 luglio 1993    |                 |
| 46 | Conflit de groupe          |                 | 23 luglio 1993    |                 |
| 47 | Coup de folie              |                 | 26 luglio 1993    |                 |
| 48 | Le remplaçant              |                 | 27 luglio 1993    |                 |
| 49 | Tentatives                 |                 | 28 luglio 1993    |                 |
| 50 | Révélations                |                 | 29 luglio 1993    |                 |
| 51 | Récupération               |                 | 30 luglio 1993    |                 |
| 52 | Retour de vacances         |                 | 2 agosto 1993     |                 |
| 53 | Au-dessus des limites      |                 | 3 agosto 1993     |                 |
| 54 | Reconquête                 |                 | 4 agosto 1993     |                 |
| 55 | Changement                 |                 | 5 agosto 1993     |                 |
| 56 | Doux instants              |                 | 6 agosto 1993     |                 |
| 57 | Tout doucement             |                 | 9 agosto 1993     |                 |
| 58 | Inadmissible               |                 | 10 agosto 1993    |                 |
| 59 | Jamais simple              |                 | 11 agosto 1993    |                 |
| 60 | Malentendus                |                 | 12 agosto 1993    |                 |
| 61 | Le grand bonheur           |                 | 13 agosto 1993    |                 |
| 62 | Un tableau de maître       |                 | 16 agosto 1993    |                 |
| 63 | Clair et net               |                 | 17 agosto 1993    |                 |
| 64 | Émotions                   |                 | 18 agosto 1993    |                 |
| 65 | Le jardin secret           |                 | 19 agosto 1993    |                 |
| 66 | Le monde est petit         |                 | 20 agosto 1993    |                 |
| 67 | Pardonner n'est pas gagner |                 | 23 agosto 1993    |                 |
| 68 | Le choix                   |                 | 24 agosto 1993    |                 |
| 69 | Proposition                |                 | 25 agosto 1993    |                 |
| 70 | Le hoquet                  |                 | 26 agosto 1993    |                 |
| 71 | Le refus                   |                 | 27 agosto 1993    |                 |
| 72 | Choisis                    |                 | 30 agosto 1993    |                 |
| 73 | Un aller simple            |                 | 31 agosto 1993    |                 |
| 74 | La fin d'une époque        |                 | 1º settembre 1993 |                 |
| 75 | Multiplié par deux         |                 | 2 settembre 1993  |                 |
| 76 | Le rival                   |                 | 3 settembre 1993  |                 |
| 77 | La faute                   |                 | 6 settembre 1993  |                 |
| 78 | Comme avant                |                 | 7 settembre 1993  |                 |
| 79 | La révolte                 |                 | 9 settembre 1993  |                 |
| 80 | Sans logis                 |                 | 10 settembre 1993 |                 |